# Lineodes triangulalis
Lineodes triangulalis là một loài bướm đêm trong họ Crambidae.